# Neue Jugend (chinesische Zeitschrift)

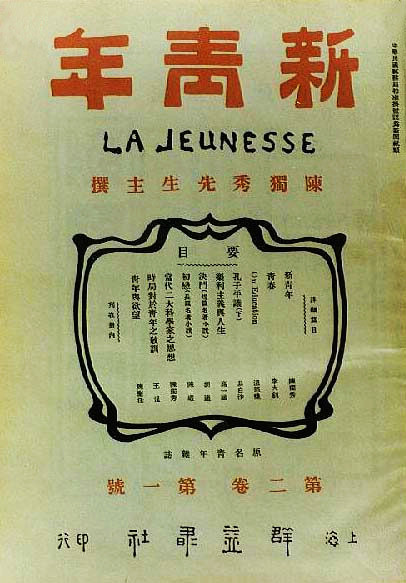
Titelblatt der zweiten Ausgabe

Die Neue Jugend (chinesisch 新青年, Pinyin Xīnqīngnián) war eine einflussreiche und revolutionäre chinesische Zeitschrift in den 1920er Jahren. Sie spielte eine wichtige Rolle in der 4.-Mai-Bewegung.
Sie wurde zunächst ab dem 15. September 1915 von Chen Duxiu in Shanghai unter dem Namen Jugend herausgegeben. Im Januar 1917 wurde der Standort nach Peking verlegt. Weitere Redakteure waren Qian Xuantong, Gao Yihan, Hu Shi, Li Dazhao, Shen Yinmo, und Lu Xun. Die Neue Jugend sprach sich für Wissenschaft und Demokratie und für eine moderne chinesische Standardsprache aus.
Von der Russischen Oktoberrevolution 1917 beeinflusst, propagierte die Zeitschrift zunehmend die Philosophie des Marxismus und beeinflusste in ihrer Frühzeit viele spätere Führer der  Kommunistischen Partei Chinas. Ab September 1920 kann die Zeitschrift ein Propaganda-Organ der KPCh gesehen werden. 1926 wurde sie eingestellt.